# Sheffield (Illinois)
Pour les articles homonymes, voir Sheffield (homonymie).
Sheffield est un village du comté de Bureau dans l'Illinois, aux États-Unis,. Il est incorporé le 5 juin 1884.

## Démographie
Lors du recensement de 2010, le village comptait une population de 926 habitants. Elle est estimée, en 2016, à 882 habitants.